# Vallières (Aube)
Vallières és un municipi francès situat al departament de l'Aube i a la regió del Gran Est. L'any 2007 tenia 135 habitants.

## Demografia

### Població
El 2007 la població de fet de Vallières era de 135 persones. Hi havia 49 famílies de les quals 11 eren unipersonals (11 dones vivint soles i 11 dones vivint soles), 23 parelles sense fills i 15 parelles amb fills.
La població ha evolucionat segons el següent gràfic:
Habitants censats

### Habitatges
El 2007 hi havia 95 habitatges, 58 eren l'habitatge principal de la família, 23 eren segones residències i 14 estaven desocupats. 94 eren cases i 1 era un apartament. Dels 58 habitatges principals, 51 estaven ocupats pels seus propietaris, 5 estaven llogats i ocupats pels llogaters i 2 estaven cedits a títol gratuït; 1 tenia una cambra, 4 en tenien dues, 8 en tenien tres, 15 en tenien quatre i 30 en tenien cinc o més. 55 habitatges disposaven pel capbaix d'una plaça de pàrquing. A 25 habitatges hi havia un automòbil i a 26 n'hi havia dos o més.

### Piràmide de població
La piràmide de població per edats i sexe el 2009 era:
| Homes | Edats   | Dones |
| ----- | ------- | ----- |
| 0     | 95 o +  | 0     |
| 0     | 90 a 94 | 0     |
| 4     | 85 a 89 | 4     |
| 0     | 80 a 84 | 4     |
| 8     | 75 a 79 | 4     |
| 4     | 70 a 74 | 8     |
| 0     | 65 a 69 | 12    |
| 4     | 60 a 64 | 0     |
| 0     | 55 a 59 | 4     |
| 16    | 50 a 54 | 4     |
| 12    | 45 a 49 | 4     |
| 4     | 40 a 44 | 4     |
| 0     | 35 a 39 | 4     |
| 4     | 30 a 34 | 0     |
| 0     | 25 a 29 | 0     |
| 8     | 20 a 24 | 8     |
| 8     | 15 a 19 | 4     |
| 4     | 10 a 14 | 0     |
| 0     | 5 a 9   | 0     |
| 0     | 0 a 4   | 0     |

## Economia
El 2007 la població en edat de treballar era de 83 persones, 58 eren actives i 25 eren inactives. De les 58 persones actives 54 estaven ocupades (33 homes i 21 dones) i 4 estaven aturades (1 home i 3 dones). De les 25 persones inactives 13 estaven jubilades, 1 estava estudiant i 11 estaven classificades com a «altres inactius».

### Ingressos
El 2009 a Vallières hi havia 63 unitats fiscals que integraven 142 persones, la mediana anual d'ingressos fiscals per persona era de 17.749 €.

### Activitats econòmiques
Dels 2 establiments que hi havia el 2007, 1 era d'una empresa de comerç i reparació d'automòbils i 1 d'una empresa de serveis.
L'any 2000 a Vallières hi havia 9 explotacions agrícoles que ocupaven un total de 715 hectàrees.

## Poblacions més properes
El següent diagrama mostra les poblacions més properes.